# Los Tangos
Los Tangos är en ort i Honduras.   Den ligger i departementet Departamento de Copán, i den västra delen av landet, 200 km nordväst om huvudstaden Tegucigalpa. Los Tangos ligger 437 meter över havet och antalet invånare är 1 424.
Terrängen runt Los Tangos är huvudsakligen kuperad. Los Tangos ligger nere i en dal. Runt Los Tangos är det ganska tätbefolkat, med 111 invånare per kvadratkilometer. Närmaste större samhälle är La Entrada, 12,3 km söder om Los Tangos. 